# Иржи Марек
Йозеф Иржи Пухвайн (на чешки: Josef Jiří Puchwein) е чешки преподавател, журналист, сценарист и писател, автор на произведения в жанровете научна фантастика, сатира, криминален роман, приключенски роман и на произведения за деца и юноши.
Пише под псевдонима Иржи Марек (на чешки: Jiří Marek), който после използва и в гражданския си живот. Писал е и като Ямар (Jemar).

## Биография и творчество
Йозеф Иржи Пухвайн е роден на 30 май 1914 г. в Прага, Австро-Унгария. Завършва класическата гимназия в Прага през 1933 г. Учи чешка и немска философия в Карловия университет в Прага. Получава докторска степен по философия през 1974 г. Бил е член на редколегията на студентското списание. Членува в лявата Асоциация на студентите философи.
От 1939 г. е преподавател – в института в Страконице в периода 1939-1940 г., в института в Наход в периода 1943-1944 г., в института в Собеслав в периодите 1940-1943, 1944-1945 г., и в Прага през 1945-1946 г.
През 1945 г. става член на Чехословашката комунистическа партия. През 1946 г. работи като инспектор в отдела за образование, а през 1947-1948 г. е преподавател в гимназията в Прага.
В периода 1948-1954 г. е редактор на вестника „Лидовие новини“, на органа на ЧКП вестник „Руде право“ и на списанието „Мир Советов“. В периода 1954-1959 г. е генерален директор на Чехословашката държавна кинематография.
От 1960 г. е доцент по чешка литература Института по въпросите на образованието и журналистиката в Карловия университет, в периода 1964-1966 г. е декан на Факултета по социални науки и журналистика, а от 1972 г. е декан на Философския факултет. През 1982 г. се пенсионира и се посвещава изцяло на писателската си кариера.
Литературното му творчество започва през 1944 г. Първоначално пише истории за войната, приключенски истории, социална проза, произведения за деца и юноши. Придобива популярност най-много със своите криминални истории, и като писател на филмови и телевизионни сценарии и радиопиеси.
Йозеф Иржи Пухвайн умира на 10 декември 1994 г. в Прага.
На негово име през 1996 г. е учредена годишна награда за най-добър криминален роман от чешки автор от Чешкия литературен институт и Чешката асоциация на писателите на криминални романи.

## Произведения
- Život se nevrací (1944)
- Pečeť věrnosti (1944)
- Muži jdou v tmě (1946)
Над нас се съмва: Миньорски разкази, изд.: „Народна култура“, София (1951), прев. Е. Иванчева
- Vesnice pod zemí (1949)
- Nad námi svítá (1950)
- Hovoří matka (1951)
- Radostná setkání (1951)
- V krásné zemi (1951)
- Vstup do strany (1952)
- Prezident a havíř (1952)
- Zasmějte se včerejšku (1953)
- Z cihel a úsměvů (1953)
- Desatero skořicových květů (1957)
- Malá dramata (1960)
- List z kroniky (1960)
- Žít mezi lidmi (1961)
- Střelnice (1962) – сборник от 26 научнофантастични разказа
- Úsměvné pobřeží (1962)
- Za tebou stín (1962)
- Blažený věk (1968) – научнофантастичен роман
- Panoptikum slavných kriminálních příběhů (1968) – сборник криминални разкази
Паноптикум на стари криминални случки, изд.: „Георги Бакалов“, Варна (1980), прев. Ирина Кьосева
- Panoptikum hříšných lidí (1971) – разкази
Паноптикум на грешни хора, изд.: „Хр. Г. Данов“, Пловдив (1973), изд. „Еднорог“ (2010), прев. Невена Захариева
- Noční jízda (1972) – сборник
- Můj strýc Odysseus (1974) – сатиричен роман
Моят чичо Одисей, изд.: „Народна култура“, София (1983), прев. Ирина Кьосева
- Muž proti moři (1976)
- Panoptikum Města pražského (1979)
Паноптикум на град Прага, изд.: „Отечество“, София (1985), прев. Невена Захариева
- OK 096 se nehlásí (1979)
- Sůl země 1, 2 (1981)
- Psí hvězda Sirius aneb Láskyplné vyprávěnky o psech (1982)
- Tristan aneb O lásce (1985)
Тристан или За любовта, изд.: „Народна младеж“, София (1989), прев. Невена Захариева
- Čas lásky a nenávisti (1986) – 3-та част на „Sůl země“
- Lásky mých předků (1995)

### Детско-юношеска литература
- Veselé pohádky vzhůru nohama (1947)
- Pan Severýn. Jeho podivuhodné názory, dobrodružství a přátelé (1947) – като Ямар
- Jak se Honza králem nestal (1951)
- Pionýr Feďa (1953)
- Mladí bojovníci (1953)
- Železný Míťa (1961)
- Autopohádky (1965)
- Nejkrásnější zahrada (1967) – по индийски приказки
- Záhada kolem Albatrosa (1970)
- Pohádkové vyprávěnky o knoflíkářích a jiné čeládce (1987)

### Студии
- A. S. Puškin (1946)
- Josef Jungmann (1947)

### Пътеписи
- Země pod rovníkem aneb Úplné a podrobné vyprávění cesty na Jávu a Bali... (1956)
- Čechoslovakija 1960 (1960)

### Документалистика
- K šedesátinám Františka Zaleského (1959) – М. Маерова
- Vyprávění o psaní (1985)

### Филмография
- Případ Z-8 (1948) – сюжет
- Vítězná křídla (1950) – сюжет, сценарий
- Nad námi svítá (1952) – сюжет, сценарий
- V podzemí (1954) – сюжет
- Jak dědek Faltus potkal anděla (1954) – сюжет
- Spartakiáda (1955), коментарии
- Zaostřit, prosím! (1956) – сюжет, сценарий
- O věcech nadpřirozených (1958) – сюжет, сценарий
- Všude žijí lidé (1960) – сюжет
- Šestý do party (1962) – ТВ филм, сюжет, сценарий
- Alibi na vodě (1965) – сюжет, сценарий
- Hříšní lidé města pražského (1968—1970) – ТВ сериал, сюжет, сценарий
- Život pod praporem – сюжет
- Partie krásného dragouna (1970) – сюжет
- Svatá hříšnice (1970) – сюжет
- Na kolejích čeká vrah (1970) – сюжет, сценарий
- Vražda v hotelu Excelsior (1971) – сюжет, сценарий
- Pěnička a Paraplíčko (1971) – сюжет, сценарий
- Smrt černého krále (1972) – сюжет, сценарий
- Větrné moře (1973) – сюжет
- Automärchen … (1983) – сюжет